# Anelaphus submoestus
Anelaphus submoestus là một loài bọ cánh cứng trong họ Cerambycidae.